# 佐竹義種 (西家)
佐竹 義種（さたけ よしたね、宝暦11年10月16日（1761年11月12日） - 文化13年閏8月6日（1816年9月27日））は、佐竹氏一門の佐竹西家14代当主。久保田藩大館第8代所預。
父は西家佐竹義休。母は石塚義陳の娘。正室は今宮義栄の娘。子は佐竹義幹。幼名は元千代。通称は隆元千代、長菊、石見、近江。初名は義邑。

## 経歴
宝暦11年（1761年）大館城代佐竹義休の子として生まれる。寛政元年（1789年）父の隠居により家督相続し、大館城代となる。知行高は7500石。寛政5年（1793年）、藩主佐竹義和の命で大館に郷校博文書院を設立する。家政不行き届きにより隠居を命じられる。文化13年（1816年）死去。享年56。